# Narodowe Muzeum Etruskie
Narodowe Muzeum Etruskie (wł. Museo Nazionale Etrusco di Villa Giulia) – muzeum cywilizacji etruskiej mieszczące się w pałacu Villa Giulia w Rzymie, założone w 1889 roku.
Renesansowa Villa Giulia, w której mieści się muzeum, została wzniesiona przez papieża Juliusza III w latach 1550–1555; od jego imienia pochodzi także nazwa budowli. Rezydencja należała do nieruchomości papieskich do 1870, kiedy w wyniku zjednoczenia Włoch i upadku Państwa Kościelnego stała się własnością Królestwa Włoch. 
Muzeum powstało w 1889 roku z inicjatywy włoskiego archeologa i polityka Felice Barnabei (1842–1922). W ramach narodowych inicjatyw zjednoczeniowych, celem jego stworzenia było zgromadzenie w jednym miejscu zabytków muzealnych poprzedzających cywilizację rzymską – należących do cywilizacji etruskiej, faliskiej i greckiej. Eksponaty te pochodzą z południowej Etrurii i Umbrii (północna część dzisiejszego regionu Lacjum), kolebki kultur przedrzymskich. Zbiory zostały umieszczone w Villa Giulia na początku XX wieku. Część kolekcji przeniesiono do sąsiedniej Villa Poniatowski, dawnej rzymskiej rezydencji księcia Stanisława Poniatowskiego.
W zbiorach muzeum znajdują się rzeźby takie jak Sarkofag małżonków, Centaur z Vulci, statua Apolla z Wejów i Cista Ficoroni.